# BBC Radio Stoke
BBC Radio Stoke – brytyjska stacja radiowa należąca do publicznego nadawcy radiowo-telewizyjnego BBC i należąca do grona 40 stacji lokalnych BBC w Anglii. Obsługiwany przez nią rejon obejmuje centralną i północną część hrabstwa Staffordshire, północno-wschodnią część Shropshire oraz południową część Cheshire. Została uruchomiona 14 marca 1968, obecnie jest dostępna w analogowym i cyfrowym przekazie naziemnym oraz w Internecie. 
Siedzibą stacji jest ośrodek BBC w Hanley, w granicach administracyjnych Stoke-on-Trent. Oprócz produkowanych tam audycji własnych, stacja nadaje również programy siostrzanych stacji lokalnych BBC ze Shrewsbury, Worcester, Leeds i Birmingham, a także nocne pasmo ogólnokrajowego BBC Radio 5 Live. 